# Gusen
Gusen – miejscowość w Austrii, w kraju związkowym Górna Austria w gminie St. Georgen an der Gusen w powiecie Perg.
Gusen znajduje się 14 km na południowy wschód od Linz, 13 km na zachód od Perg, ok. 3  od ujścia rzeki Gusen i ok. 2 km od Dunaju. Leży na dawnej drodze do Linz.
Na północ od miejscowości znajduje się kamieniołom, gdzie w 1939 powstał obóz koncentracyjny Gusen, jako jeden z podobozów Mauthausen, w 1944 na zachód od miejscowości powstał obóz Gusen II.